# Ceratina azurea
Ceratina azurea là một loài Hymenoptera trong họ Apidae. Loài này được Benoist mô tả khoa học năm 1955.